# فیروزآباد (نوشهر)
فیروزآباد، روستایی است از توابع بخش کجور شهرستان نوشهر در استان مازندران ایران.

## جمعیت
این روستا در دهستان پنجک‌رستاق قرار دارد و براساس سرشماری مرکز آمار ایران در سال ۱۳۸۵، جمعیت آن ۹۰۶ نفر(۳۵۰خانوار) بوده‌است. مردم فیروزآباد از قومیت طبری هستند. مردم فیروزآباد به زبان طبری با گویش کجوری سخن می‌گویند.